# La isla del tesoro (anime)
La isla del tesoro (宝島 Takarajima?) es una serie de anime de 1978. Se basa en la novela La isla del tesoro de Robert Louis Stevenson.

## Argumento
Jim Hawkins es un niño inglés quien decide ser marino de un barco que busca el tesoro del pirata Flint. Durante la travesía, Jim se hace amigo de John Silver, el cocinero del navío. Cuando la embarcación se acerca a la isla, John Silver, quien es en realidad un pirata, se rebela junto a otros marineros y toma el mando de la nave. Entonces Jim debe elegir entre Silver (por quien siente todavía cariño) y la lealtad para con el capitán y demás tripulantes fieles.

## Personajes
- John Silver. Seiyū: Genzo Wakayama.
- Jim Hawkins. Seiyū: Mari Shimizu.

## Contenido de la obra

### Anime
Fue producido por el estudio Tokyo Movie Shinsha (actualmente TMS Entertainment). Se estrenó el 8 de octubre de 1978 por Nippon Television. La última transmisión fue el 1 de abril de 1979, para un total de 26 episodios.

### Música
Kentaro Haneda fue el compositor de la banda sonora original de esta serie. Se editaron dos discos: "Takarajima" y "Takarajima forever" con la música de la serie y remasterizaciones.
Machida Yoshito interpretó la canción de apertura Takarajima (Isla del tesoro) y la de cierre Chiisana Funanori (un marinerito).